# Cryptoserphus flavipes
Cryptoserphus flavipes is een vliesvleugelig insect uit de familie van de Proctotrupidae. De wetenschappelijke naam van de soort is voor het eerst geldig gepubliceerd in 1881 door Provancher.